# Johann Ernst Höpfner

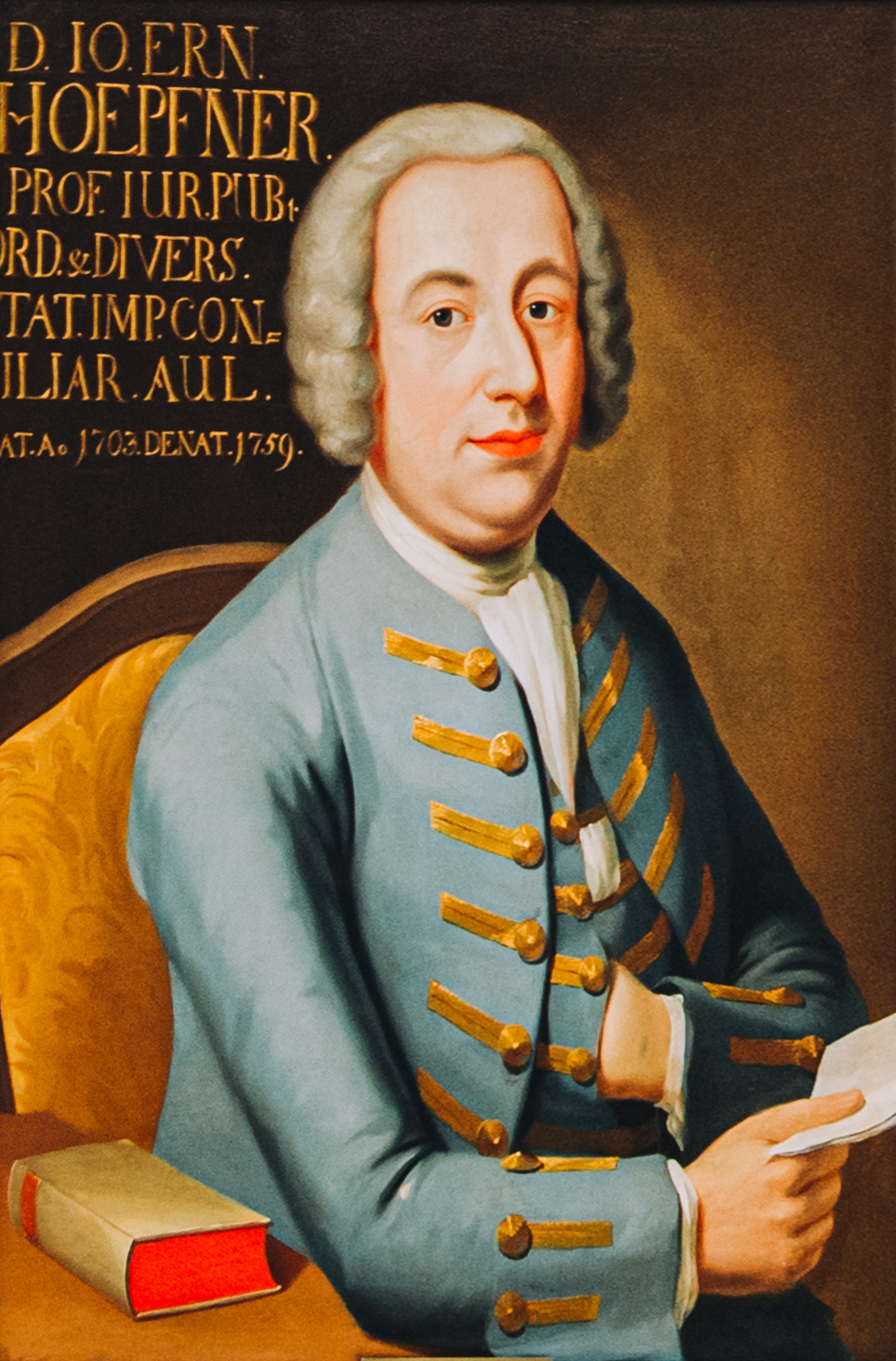
Johann Ernst Höpfner (1702–1759) in der Gießener Professorengalerie

Johann Ernst Höpfner (* 12. Mai 1702 in Gießen; † 3. Februar 1759 ebenda) war ein deutscher Jurist und Hochschullehrer an der Universität Gießen.
Johann Ernst Höpfner studierte 1718 Rechtswissenschaft an der Gießener Hochschule, wurde 1735 Hofmeister der beiden Prinzen von Sachsen-Hildburghausen, 1737 des späteren hannoveranischen Ministers von Gemmingen, den er auf die Akademien Gießen, Jena, Halle und Leipzig begleitete. 1741 wurde er Professor der Moral in Gießen, im Sommersemester 1742 außerordentlicher Professor der Rechte, im Wintersemester 1742 ordentlicher Professor in Gießen, in welcher Eigenschaft er am 3. Februar 1759 starb.
Höpfner wurde 1752 Fürstlich Sachsen-Hildburghausener Hofrat und 1755 Hessischer Hofrat.
Aus seiner Ehe mit der Tochter des juristischen Professors Johann Friedrich Wahl gingen drei Söhne hervor, der älteste war Ludwig Julius Friedrich Höpfner.